# الدليل (المخادر)

تعديل مصدري - تعديل

الدليل هي إحدى قرى عزلة جبل عقد بمديرية المخادر التابعة لمحافظة إب، بلغ تعداد سكانها 1342 نسمة حسب تعداد اليمن لعام 2004.